# Sarosa xanthobasis
Sarosa xanthobasis är en fjärilsart som beskrevs av Druce 1898. Sarosa xanthobasis ingår i släktet Sarosa och familjen björnspinnare. Inga underarter finns listade.